# ماء مالح

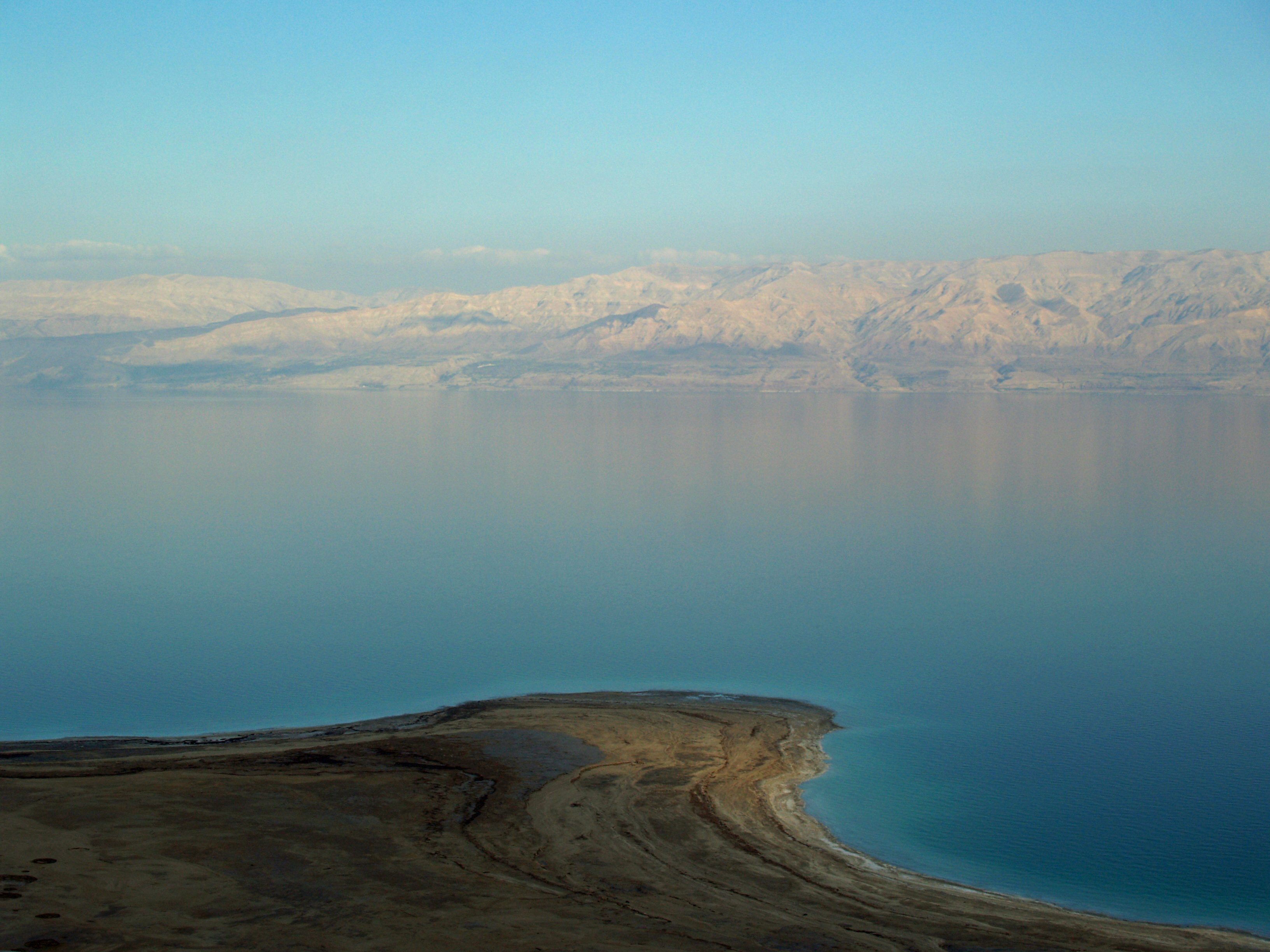
مياه البحر الميت تحوي تراكيز مرتفعة من الملح

المَاءُ المَالِحُ أو المَاءُ المِلْحُ هو ماء يحتوي على نسبة مرتفعة من الأملاح المنحلة، وخاصة ملح كلوريد الصوديوم NaCl.

## التصنيف
عادة ما يعبر عن تركيز الملح بالجزء من الألف (‰) أو باستخدام وحدة جزء في المليون (ppm).
يصنف الماسح الجيولوجي الأمريكي الماء المالح حسب تركيزه إلى ثلاثة أصناف.
- الصنف الأول هو الصنف قليل الملوحة، والذي يتراوح تركيز الملح فيه من 1000 إلى 3000 جزء في المليون (1-3 ‰ جزء من الألف).
- الصنف الثاني هو الصنف متوسط الملوحة، والذي يتراوح تركيز الملح فيه من 3000 إلى 10,000 جزء في المليون (3-10 ‰ جزء من الألف)
- الصنف الثالث هو الصنف شديد الملوحة، والذي يتراوح تركيز الملح فيه من 10,000 إلى 35,000 جزء في المليون (10-35 ‰ جزء من الألف)

إن لماء البحر ملوحة تبلغ حوالي 35%، وهي قريبة من درجة الإشباع، حيث أنه عند درجة حرارة تبلغ 20 °س فإن درجة الإشباع من ملح الطعام تبلغ 35.7%، والتي تصل إلى حوالي 39.1% عند درجة الغليان (100 °س).
من التصنيفات الأخرى للماء المالح التقسيم التالي حسب النسبة المئوية للملح:
- عندما يكون تركيز الملح أقل من 0.05 % فإن الماء يوصف بأنه ماء عذب
- عندما يتراوح تركيز الملح بين 0.05 % و 3 % فإن الماء يوصف بأنه ماء مسوس (أو زُعاق Brackish)
- عندما يتراوح تركيز الملح بين 3 % و 5 % فإن الماء يوصف بأنه ماء مالح (Saline)
- أما عندما يتجاوز تركيز الملح 5% فإن الماء يصبح أجاج